# Tuffah
Tuffah, ou al-Touffah, en arabe : حي التفاح, est un quartier au nord-est de la vieille ville de Gaza. Il est divisé en deux parties, l'une orientale et l'autre occidentale. Le nom du quartier signifie en français : vieille pomme.
Avant son expansion et la démolition des murs de la vieille ville, Tuffah était l'un des trois quartiers fortifiés de Gaza, les deux autres étant Al-Daraj et Zaytoun. Tuffah était situé dans la partie nord-est de la vieille ville. La prononciation locale du nom du quartier est at-tuffen.
Tuffah existe depuis le début de la domination mamelouke à Gaza au XIIIe siècle. La partie sud de Tuffah était appelée ad-Dabbaghah. Selon les registres fiscaux ottomans de la fin du XVIe siècle, il s'agissait d'un petit quartier comptant 57 foyers. Le quartier ad-Dabbaghah abritait les abattoirs et les tanneries de Gaza à l'époque ottomane (1517-1917). La subdivision nord de Tuffah était appelée Bani Amir.
La mosquée Ibn Marwan (en), datant du XVe siècle, se trouve dans le quartier, tout comme la mosquée Aybaki, datant du XIIIe siècle. Tuffah abrite également le cimetière de guerre britannique, la bibliothèque publique de Gaza et un certain nombre d'écoles du Croissant-Rouge palestinien.
Le 16 avril 2025, vers 1h du matin, la journaliste Fatima Hassouna et dix de ses proches, dont sa sœur enceinte, sont tués par deux missiles israéliens tirés sur leur appartement familial près de la rue Al-Nafaq,,,,. L'attaque survient un jour après l'annonce de la sélection de son documentaire, Put Your Soul in Your Hand and Walk, pour le Festival de Cannes, et quelques jours avant la date prévue pour son mariage avec Moutaz, son fiancé depuis décembre,,.